# بايرون فريش
بايرون فريش (بالإنجليزية: Byron Frisch)‏ هو لاعب كرة قدم أمريكية أمريكي، ولد في 17 ديسمبر 1976 في روزفيل في الولايات المتحدة.

## وصلات خارجية
- بايرون فريش على موقع مرجع كرة القدم المحترفة.كوم (الإنجليزية)